# 1905年俄国革命
1905年俄國革命（俄語：Ру́сская револю́ция 1905 го́да），亦被称为第一次俄国革命（俄語：Первая русская революция）、1905年失败起义，是指于1905年至1907年间，发生于当时的俄罗斯帝国境內，一连串范围广泛，以反政府为目的，又或没有目标的社会动乱事件，诸如恐怖攻击、罢工、农民抗争、暴动等，导致俄罗斯皇帝尼古拉二世政府于1906年制定等同于宪法的俄罗斯帝国基本法、成立國家杜馬与实行多党制。這場革命沒有組織、沒有目標、也沒有單一原因，主要歸咎於幾十年的國家動亂和對羅曼諾夫王朝的不滿，俄國國內改革不利以及少數民族要求解放也是起因。尼古拉二世指揮不力，導致俄軍在日俄戰爭中慘敗，是最直接的導火線。戰後一直有連續不斷的軍人革命以及革命團體活動。雖然各地方的革命最後妥協或被鎮壓，俄國國內也加快改革的步調，但仍不夠阻擋1917年推翻羅曼諾夫王朝的革命。布爾什維克黨員常常把這場革命當作1917年革命的先驅。

## 背景

### 社會變遷
18世纪初期，以彼得一世改革为标志，俄国开始了追赶西方先进国家，以成为军事强国为直接目标的现代化之路。这些改革由国家主导，通过强制命令驱动，具有旧东斯拉夫国家的蒙古式统治特征。彼得一世引进西方先进文化与技术的目的不是改变俄国的社会制度，而是增强和巩固现有制度的基础，他“用野蛮制服了俄国的野蛮”。仰赖蒙古式手段的西欧化的进程长期只停留在贵族的表面生活，未能渗入到政治经济生活与下层社会中。
然而西欧化的固有逻辑使得事情的发展与皇帝的初衷相悖，西方文化对俄国的渗透最终超越上层社会的生活形态，逐渐影响到意识形态和内部结构的深入层面，18世纪末叶卡捷琳娜二世进行了开明专制改革，19世纪初亚历山大一世进行了贵族自由主义改革。而1861年亚历山大二世实行的改革具有划时代的意义：俄国农民获得了人身解放，成为了享有权利的公民。但被改造后具有资产阶级私有制特征的地主土地所有制被保留了下来，农奴虽然摆脱了对地主的人身依附，但强化了的村社和连环保制度仍然把他们束缚在封建宗法关系之中。新的工业资产阶级成为了传统的宗法制的有力挑战者，然而却受到贵族地主以及社会下层的反抗。本次改革被激进的左翼革命派认为具有妥协性质，因而俄罗斯皇帝亚历山大二世在六七十年代推行地方管理与自治、司法、财政、教育、军事等方面的一系列改革后，得不到满足、遭到铁腕镇压的革命派有一部分转向恐怖主义活动，其中民意党1881年成功刺杀皇帝。自此，继任的亞歷山大三世由“政府自由主义”转向反动保守方向，拒绝继续实行改革，以鐵腕治國，國會與東正教會都服膺在他的獨裁統治下。
19世纪末20世纪初，俄国的资本主义经济快速发展，工业革命大体完成，19世纪90年代的俄国经济出现了“工业高涨”局面。这是自1861年改革以来俄国经济发生质变、社会转型加速的关键因素。
工业的迅猛发展改变着国家的经济结构，并引起了俄国社会结构的急剧变化。伴随着工业化，城市化进程加快，城市人口随之迅速增长，大量农村人口进入城市。人口构成和社会关系出现新趋势，等级社会逐渐向阶级社会转变，贵族和农民的分化加剧，资产阶级、无产阶级以及知识分子的人数显著增加。传统的等级制度无法适应社会的变化，人们的观念开始更加注重职业、财产和受教育程度，而非出身背景。农奴制和等级关系的残余与阶级关系的逐渐崛起并存；宗法制下的地主-农民经济与资本主义经济或市场经济并存；贵族和地主在统治机关和地方政府机构中的支配地位与资产阶级的立宪要求并存。经济社会方面的农民土地问题，和政治领域贵族独掌政权问题，构成了19世纪末发端的社会政治危机的两大核心。
除开这两个核心因素，19世纪末的俄国又进入了一个人口增长周期，这加剧了农业、农村和农民问题的严重性。农村人口快速增长而耕地缺乏导致农业人口过剩，19世纪的后16年中有6年发生了饥荒，其中1891-1892年的饥荒中就有70万人饿死。这一系列饥荒也是推动1904-1906年农民革命的诱因。

### 政治派别
由于不能适应俄国经济发展和社会结构变动所提出的变革政治结构的要求，帝国政权与资产阶级的矛盾日渐加深。工业高涨时期成长起来的一代资产阶级知识分子成为追求政治变革的俄国自由主义运动新的力量来源。另一方面，俄国解放运动中的革命派别也在发生深刻变化。
1883年，劳动解放社的成立标志着俄国马克思主义流派的形成。
1895年，工人阶级解放斗争协会成立。
1897年，社会民主工党的成立使社会主义工人运动进入了一个新阶段，而列宁主义的诞生宣告了马克思主义俄国化进程的开始。
1899年，俄国第一个自由主义的政治组织“聚谈”(Беседа)成立。在俄国出现合法政党前，“聚谈”成为了先进社会统一的、有指导作用的中心。
1903年11月，“地方自治和立宪主义者同盟”成立，其目标是促使皇帝尼古拉二世实行宪制。
1904年，解放同盟的成立把俄国自由主义与专制主义的冲突推向了高潮，它已经不满足于要求皇帝立宪，而是要求推翻现存制度、实现普选权，由立宪会议来制定俄国的宪法；实行土地的国有化，为反对地主的农民提供支持；对工人运动的兴起持肯定态度，暂时放弃资产阶级法制国家思想与无产阶级革命思想的对抗；与社会民主党之外的革命组织建立广泛联系,对民粹主義的社会革命党的革命恐怖主义行动保持沉默乃至为之辩解。
1905年，成立了立宪民主党，主张實施英国式的君主立憲制。
1904年秋天，自由派舉行一系列的活動，以慶祝自由派國會規章訂定40週年，並藉此時機要求更多的政治改革與立憲。1904年11月30日，莫斯科市政府通過了一項決議案，要求成立一個由選舉產生的國民議會、以及完全的出版自由與宗教自由，而其他的城市與地方自治會，也陸續通過類似的決議或呼籲案。
尼古拉二世提出了許多措施以滿足各方要求，包括任命自由派的彼得·德米特里耶维奇·斯维亚托波尔克-米尔斯基為內政部長，以接替被暗殺身亡的维亚切斯拉夫·冯·普勒韦。1904年12月12日，皇帝發表一份詔書，包括同意擴大地方自治會與市議會的權力、為工業勞工建立保險制度、解放異族階級、以及廢止審查制度，意圖向反對勢力妥協，但關鍵的全國代議立法權仍未被納入。

### 日俄戰爭
甲午戰爭之後，日本帝國加入意圖瓜分清帝國的列強行列，俄羅斯在滿洲與朝鮮半島等地與日本屢起爭端，1904年日本因與俄羅斯對滿洲與朝鮮半島的利益談判未獲回應，同年2月6日日本驅逐俄羅斯的外交官員，2月8日日本對俄羅斯開戰，俄軍雖有較大的軍力，卻一直處於劣勢，因此引起俄國軍政的震撼與自信心受創，民間亦對皇帝的領導產生疑慮及不滿。

## 革命開始

### 血腥星期日

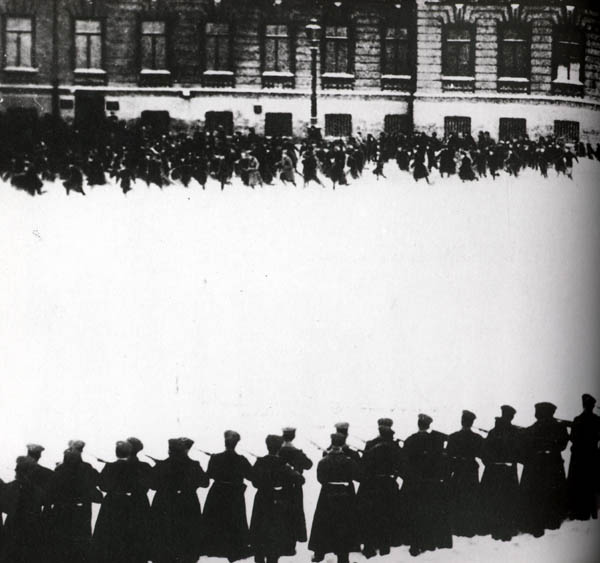
血腥星期日：冬宮外廣場，士兵向示威民眾開鎗

1904年12月，位於聖彼得堡的普梯洛夫工厂發生罷工，聖彼得堡各界認同罷工的民眾不斷增加，罷工人數攀升至八萬人。1905年1月22日［儒略曆1月9日］清早，俄羅斯東正教大司祭格奥尔基·加邦神父帶領一個為數約三萬人的工人組織到冬宮外廣場和平示威，目的是向皇帝遞交請願書，以表達勞工階層與社會底層人民的困苦，與遭受到的欺壓，請求皇帝進行社會改革與終止日俄戰爭，並期望不要有超時的工作與獲得合理的待遇。
尼古拉二世從1月8日起已移居在皇村，和平示威當天不在冬宮，當時負責守護宮庭的武裝士兵，列陣與示威群眾對峙，而聚集的民眾已漸漸增加到二十萬人，大家手拿著聖像、皇帝圖像，唱著聖詩與愛國歌曲，士兵後來對空鳴槍示警，不久之後便向群眾射擊，民眾在驚慌中逃亡而爭相推擠，蓋龐神父則在混亂逃出，換下神職服裝隱匿起來，後來更宣布革除皇帝的教籍並號召工人起身反抗政府。官方宣稱傷亡人數為96人死333人受傷，反對勢力宣稱死亡人數超過4,000人，保守估計約1,000人傷亡。此一血腥鎮壓事件，引起公眾的憤怒，俄國人民不再寄望皇帝，一連串大規模的罷工在各地發生。

### 族裔衝突

#### 亞美尼亞－韃靼戰爭

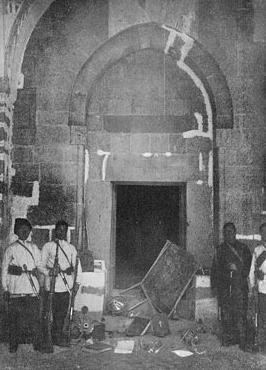
高加索地區因族裔衝突遭破壞的教堂

高加索地區是俄羅斯從19世紀加入的新領土，有多個民族定居在此，其中亞美尼亞族與亞塞拜然族（當時稱為韃靼人）雖然比鄰而居，卻因宗教與文化差異而時有衝突。1905年2月，在血腥星期日事件之後不久，傳出一名穆斯林遭到亞美尼亞革命聯盟黨員殺害，引發兩族的對立，於是在巴庫發生大規模的族裔攻擊事件，接著5月在納希契凡、8月在舒沙、11月在占賈。

#### 波蘭獨立要求
以俄羅斯皇帝為共主的波蘭會議王國，深受日俄戰爭帶來的不景氣所苦，1904年下半年，超過10萬波蘭工人失業。1905年血腥星期日事件後不久，在波蘭的工業重鎮羅茲，工人以「打倒獨裁！打倒戰爭！」為口號，進行大罷工，同一時間，在華沙與其他工業中心，陸續發生罷工、示威或遊行。同年的1月28日，在波蘭社會黨與波蘭王國與立陶宛社會民主黨的策動下，呼籲大規模罷工，波蘭全境超過40萬工人加入，持續了4個星期。當時示威民眾同時要求改善工人環境，以及給波蘭人更多的自治，2月開始波蘭的大學生加入示威，後來甚至有中學與小學的學生加入，學生抗議俄羅斯化並要求學習波蘭語的權利。
沙俄政府向波蘭的民族主義運動作出了讓步，但部份示威民眾尤其是工人仍然不滿，沙俄政府已失去耐性，5月1日在華沙的一場遊行中，沙俄警察開槍鎮壓，有30名工人被槍擊。到6月中旬在羅茲，沙俄警察在其中一場示威遊行中開槍殺死了約10名工人，6月20日至21日，死者出殯時演變成為大規模的抗議遊行，21日當天，遊行群眾與沙俄的哥薩克騎兵相遇，遊行群眾向騎兵投擲石塊，哥薩克騎兵開槍還擊，造成至少25人死亡，當天晚上憤怒的群眾開始攻襲警察和巡兵，並殺死不願投降者，遂演變成暴動，波蘭歷史稱之為羅茲暴動事件。6月23日，皇帝尼古拉二世簽署了戒嚴令，俄羅斯步兵軍團進入發生動亂的城市，逮捕了部份滋事民眾，當時的民族運動團體認為不敵軍隊而自制，動亂終在6月25日平復。

### 政府反應
面對國內的動盪，沙俄政府回應迅速，1905年1月18日，皇帝尼古拉二世解去內政部長彼得·斯维亚托波尔克-米尔斯基的職務，委任亚历山大·布雷金接替。另一方面又任命組成一個委员会，令其調查聖彼得堡與鄰近地區工人們不滿原因；該委員會是由國會議員尼古拉·辛德洛夫斯基主持，成員有政府部門人員、國營工廠廠長、以及民營工廠老闆，並邀請工人代表加入，但在社會主義人士抵制下，工人沒有選出代表，社會主義人士更試圖轉移工人進行武裝鬥爭，到2月20日調查委員會在從來沒有開始運作情況而瓦解。
1905年2月17日，谢尔盖·亚历山德罗维奇大公所乘坐馬車通過克里姆林宮時，遭社會革命黨分支黨員近距離投擲硝酸甘油炸彈於車廂內，謝爾蓋大公當場被炸死。2月17日（儒略曆2月4日）當天，尼古拉二世決定同意作出新的讓步，3月3日（儒略曆2月18日）頒布《布雷金詔書》（Булыгина был дан Высочайший рескрипт），准許成立諮政團體、包容各種宗教、開放語言自由、以及減少農民贖回農地的費用。
1905年5月24日至25日，約300名來自各地地方自治會與市議會代表，齊聚在莫斯科召開了3場會議，會後通過了一個決議案，要求成立一個國家層級的議會；6月6日，尼古拉二世接見一名郡縣議會代表，會後由謝爾蓋·特魯別茨可伊亲王與費奧多羅夫代表皇帝回應，表示允許召集成立人民代表會議。
1905年10月，聖彼得堡蘇維埃成立，訴求大規模的罷工、抗稅與提領銀行存款。

## 革命關鍵

### 十月詔書

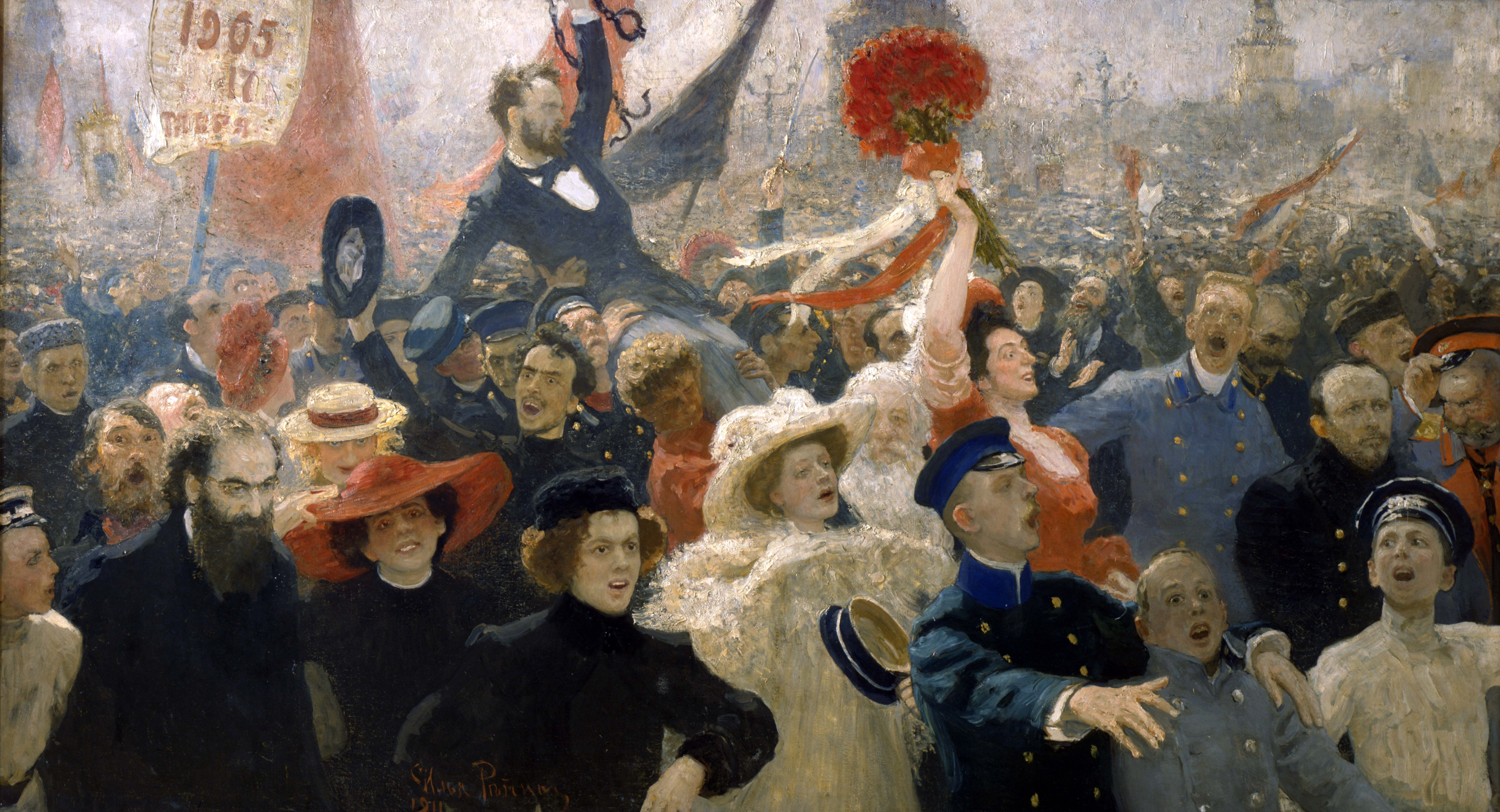
伊利亞·葉菲莫維奇·列賓畫作《1905年10月17日》

1905年8月19日（儒略曆8月6日），尼古拉二世同意成立國家杜馬（即俄羅斯國會），惟因限制選舉方式，並僅授予輕微的權力，當消息透露，動亂加劇，引發10月的大規模罷工。
10月份，由財政大臣谢尔盖·维特等人所撰寫的十月詔書，呈給尼古拉二世批閱，內容大致沿自9月份地方自治會所提要求，允許多項基本公民權利，還包括組織政黨、延申普選權、賦與國家杜馬作有中央立法權，尼古拉二世與大臣爭論並考慮了3天，一來基於避免再度發生殺戮，二來是沒有優勢軍力足以掌控全局，尼古拉二世最終在10月30日（儒略曆10月17日）簽署了此一詔書。
當詔書公告，各主要城市輿論隨即表示支持，聖彼得堡以及其他地區的動亂，要不宣告結束，又或迅速地瓦解，政府在同時間特赦政治犯，讓步接踵發生。社會上雖仍有反對變革的保守份子，但整體政局的發展已不可復返。
正當俄羅斯自由派人士滿意10月詔書的結果，與準備國家杜馬選舉，激進的社會主義人士與革命人士則譴責選舉，並呼籲武裝起義以終結皇帝專制統治。

### 塞瓦斯托波爾起義

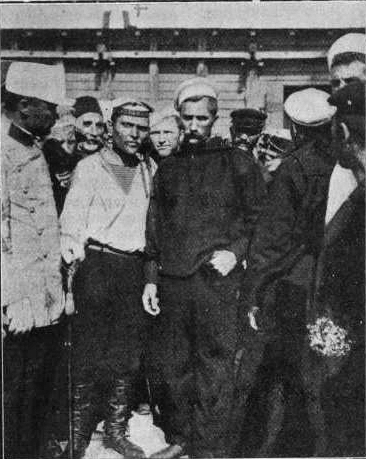
波坦金號戰艦上叛军

1905年11月在塞瓦斯托波爾，黑海艦隊海軍少校彼得·施密特公開演說，要求當局釋放政治犯，民眾響應他的號召，在監獄前示威但受到機關槍開火驅散，隨後幾天，施密特到議會與墓園演說，最後在墓園被逮捕，並令其退伍。11月26日，巡洋艦奧恰科夫號（Очаків）兵變，艦隊其他船隻陸續加入，施密特受邀出任叛軍指揮官，叛軍人數最後達8200人。
11月28日，施密特登上奧恰科夫號，並發送電報給尼古拉二世要求召開憲法會議；沙俄軍隊約10000人，向叛軍提出最後通牒要求投降，3小時後仍未獲回應，沙俄軍隊遂向叛軍的軍艦與軍營開火攻擊，約90分鐘的時間，叛軍中隊便被沙俄軍隊擊敗，施密特、他的兒子與其他生還者被捕。1906年2月，施密特與其他叛軍首領判決死刑，同年3月19日伏刑。

### 其他起義事件
在塞瓦斯托波爾起義發生的同一時間，剛完工的環貝加爾湖鐵路被抗議的群眾，以及因日俄戰爭結束而解甲的士兵們所控制，皇帝派效忠的特遣步隊沿西伯利亞鐵路清剿收復。
最後的起義事件發生在莫斯科，1905年12月18日（儒略曆12月5日）至20日（儒略曆12月7日）間，由布爾什維克黨員發動工人階級進行大規模罷工，12月20日政府派軍隊入城，以掃街方式驅散示威民眾，演變成街頭暴力鬥毆，一個星期之後，沙俄護衛隊（Ле́йб-гва́рдия）派駐佈署，並使用大炮來驅散示威民眾與砲轟工人守區，到12月31日（儒略曆12月18日）估計已有1,000名民眾死亡，部份的城市變成廢墟，布爾什維克宣告投降。

## 革命後期

### 國家杜馬

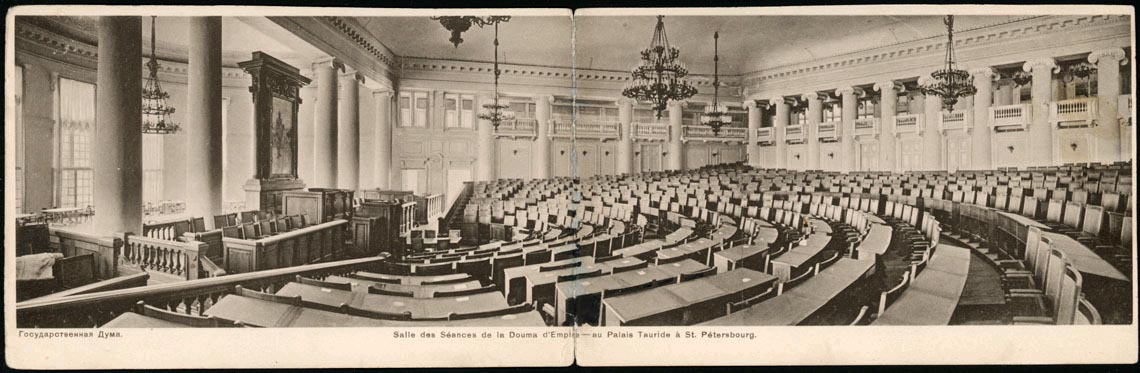
第一屆國家杜馬在陶利德宮的會議場地

1905年12月，沙俄政府頒佈了選舉辦法，第一屆國家杜馬訂於1906年3月進行選舉，限25歲以上男性國民為合格選民，並對不同的社會階層選票，給以不同的權重，例如地主就比農民與工人有較高的選票權重。
有多個參選的政黨因應選舉而組成或合法化，主要有自由派和知識分子組成的憲政民主黨、農民代表的勞動團體、另一少數自由派聯盟10月17日聯盟（又稱十月黨）、以及由地主組成的保守聯盟等；最後當選共566人，主要有179名憲政民主黨員、136名勞動團體黨員、121名非俄羅斯民族代表、18名社會民主勞動黨員、17名十月黨員。其他左翼社會主義人士、社會革命黨與布爾什維克則主張抵制杜馬選舉。

### 基本法
1906年4月23日（儒略曆4月10日），在國家杜馬開始運作的前一天，沙俄政府頒佈了俄羅斯帝國基本法，定義了政府架構，俄羅斯皇帝為絕對的領袖，完整控制行政、外交政策、教堂事務以及軍事武力，限定了國家杜馬的政治位階，國家杜馬議員一半由選舉產生，另一半由大臣會議指派，法律制定必須經由國家杜馬與大臣會議核准，惟最終必須由皇帝核准才能生效，若國家杜馬在休會期間，允許立法程序可由大臣會議轉給皇帝核准，無需待國家杜馬開議。

### 斯托雷平改革

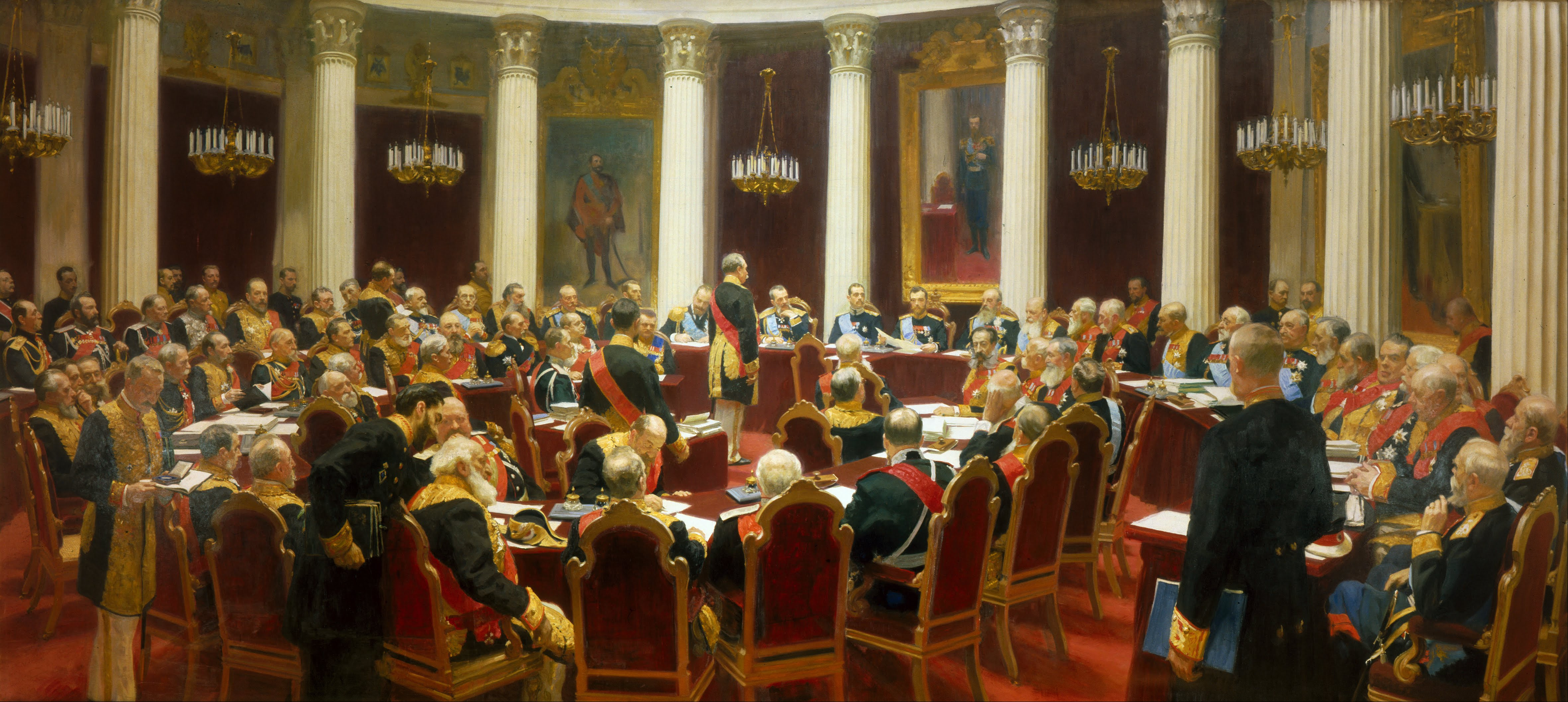
伊利亞·葉菲莫維奇·列賓畫作《1901年5月7日大臣會議，百年紀念》

1906年4月，大臣會議主席谢尔盖·维特被指派負責籌措近9億盧布的借款，用以重建俄羅斯財政，大臣會議主席一職由伊万·戈列梅金接任，同年5月6日，再改由彼得·斯托雷平出任。

#### 土地改革
第一次革命后，旧有的结构性问题没有得到解决，帝国政权实行了以《十月十七日宣言》为依据的政治制度变革和旨在缓和农民土地问题的土地改革，表明俄国通过改革继续解决结构性矛盾、实现和平发展的可能性。然而斯托雷平遇刺身亡后出现的新情况，将系统性危机引向了深渊，成为了1917年革命的中期因素。
斯托雷平土地改革的首要目标是解决农民土地问题，长期目标是使农民融入市场经济，农业和农村实现繁荣发展。1906年11月9日的法令规定农民有权取得村社中的份地的所有权。
斯托雷平主導新的土地改革政策，讓農民更容易取得土地，更自由地成立公社，目的是要建立一個新農階級，發揮保守安定的力量，從1906年10月開始，至1917年尼古拉二世被推翻其間，俄羅斯農村的面貌不斷改變，農地持續私有化，農民可以世襲農地，原本零星的土地變成大面的農地，也因此大量提升了農業產出。
但是斯托雷平的土地改革有效促进了农民资产阶级的形成，但这项由贵族地主阶级选择的变革之路牺牲了大部分农业人口的利益，没有从根本上解决问题。无论是地主土地所有制还是村社份地占有制都没有彻底消除。前三届国家杜马中，农民代表不分党派，都一致要求把地主土地交给实际耕种的农民。

#### 地方政府改革
斯托雷平对地方管理和自治籍贯进行改革的目标是使地方自治机关尽量消除或至少弱化阶级和等级色彩，以加强中央集权化的管理结构，改变农民机构的封闭性和农民相对于俄国社会其他阶层的狭隘性。但是由于贵族大土地所有者和宫廷集团的抵制，以及来自地方既得利益者的强烈反对，许多改革方案未能实现。在1911年关于西部省份地方自治改革法案引起的危机之后，斯托雷平与皇帝和第三届杜马十月党多数代表之间失去了相互信任。
斯托雷平的强硬手段在推行自由主义改革的道路上陷入了两难的政治困境：一方面，他的改革措施和主张遭到保守派的强烈抵制；另一方面，他对革命运动的态度和独断专行的作风激起了自由派和革命派的敌视与反对。
當時倡導革命的激進份子，發動多起的刺殺行動，多名警務人員與官員被殺，為能可以壓制恐怖主義，斯托雷平導入一套新的司法制度，允許迅速逮捕和審判，1906至09年間，超過3,000名嫌疑犯被判有罪而遭絞刑。時人皆諷刺絞刑架為「斯托雷平的領帶」。
总体而言，第一次革命后皇帝被迫进行的改革使俄国政治结构有所调整，经济得到了一定发展，社会思想和意识逐渐改变，俄国又进入了一个现代化进程加快的时期。而改革没有解决的问题也在高速的发展中愈发失控，最终在1917年革命中爆发。

## 恐怖刺殺
1904至07年間，除了頻繁的社會運動外，也是恐怖暗殺的高峰期，社會革命黨格鬥組織、波蘭社會主義黨格鬥組織與布爾什維克格鬥組，策動了多起針對大臣、公務員與警務人員的刺殺或搶劫案件。
遭刺殺身亡者中較著名的有：
| 肖像 | 姓名                                  | 身分           | 刺殺身亡日期   | 刺殺地點 |
| ---- | ------------------------------------- | -------------- | -------------- | -------- |
|      | 德米特里·謝爾蓋耶維奇·西皮阿金        | 內政部長       | 1902年4月2日   | 聖彼德堡 |
|      | 尼古拉·莫傑斯托維奇·博格達諾維奇      | 烏法省長       | 1903年5月6日   | 烏法     |
|      | 尼古拉·博布里科夫                     | 芬蘭總督       | 1904年6月17日  | 赫爾辛基 |
|      | 維亞切斯拉夫·康士坦丁諾維奇·馮·普列韋 | 內政部長       | 1904年7月28日  | 聖彼德堡 |
|      | 艾里爾·朔依沙朗−朔依尼南              | 芬蘭大法官     | 1905年2月6日   | 赫爾辛基 |
|      | 謝爾蓋·亞歷山德羅維奇大公             | 莫斯科總督     | 1905年2月17日  | 莫斯科   |
|      | 帕維爾·帕夫洛維奇·瓦洛夫              | 莫斯科市長     | 1905年6月28日  | 莫斯科   |
|      | 格雷戈里·帕夫洛維奇·博布里科夫        | 黑海艦隊指揮官 | 1906年6月29日  | 自己家裡 |
|      | 維特·薩哈羅夫                         | 戰爭部長       | 1906年11月22日 | 薩拉托夫 |
|      | 阿列克謝·伊格納季耶夫伯爵             | 大臣會議成員   | 1906年12月9日  | 特維爾   |
|      | 弗拉基米爾·勞尼茨                     | 聖彼德堡市長   | 1906年12月21日 | 聖彼德堡 |

## 帝國其他各地的社會運動

### 芬蘭民主化

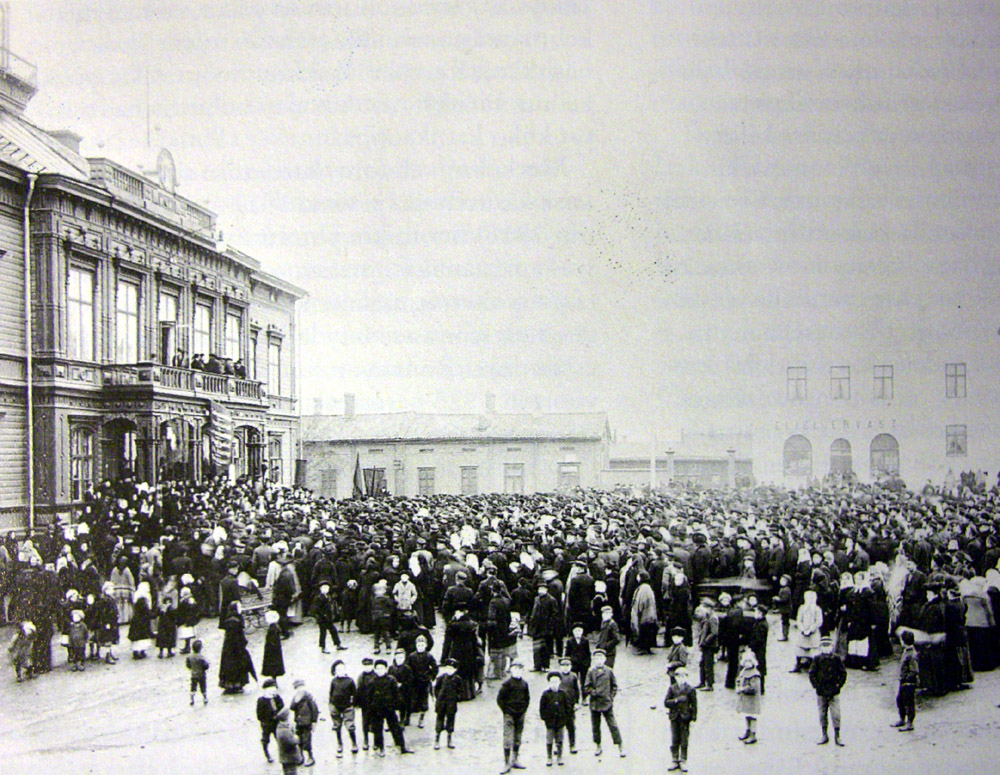
皮耶塔爾薩里（Pietarsaari）街頭示威群眾

1905年10月30日至11月6日期間，在沙俄附屬國芬蘭大公國，社會民主黨組織了大規模罷工，由約翰·科克（芬蘭語：Johan Kock）領導的第一代芬蘭赤衛隊成立，罷工期間在坦佩雷發表紅色宣言，要求解散參議院，實行普選、政治自由、以及取消審查制度。
憲法專家們的領導人物，芬蘭裔的利奧·梅徹林參與撰寫了十月詔書，因此終止了芬蘭大公國從1809年開始運作，由各國民等級代表組成的波爾渥國會，於1906年籌辦芬蘭議會，1907年舉行了人類史上第一次不分男女的普選，選出了第一屆議會議員。

### 愛沙尼亞獨立運動
愛沙尼亞為沙俄在大北方戰爭取勝後，1721年從瑞典取得的土地之一，後成立了愛沙尼亞省，19世紀因抗衡俄羅斯化政策，愛沙尼亞民族意識萌發。1905年1月，在血腥星期日發生後，愛沙尼亞人要求出版自由、集會自由、普選以及國家主權，10月16日，沙俄軍隊在塔林的街上市場向集會開火，造成94死200傷。
十月詔書發佈後，愛沙尼亞人表示支持，愛沙尼亞旗幟首次公開，亞安·托尼森藉機擴大愛沙尼亞人的權利，成立愛沙尼亞民族進步黨，為第一個愛沙尼亞的政黨；另一個更激進的政治組織，愛沙尼亞社會民主工人聯盟在差不多的時間成立。
11月27日，民族進步黨在塔林舉行了第一次代表大會，800名代表分成溫和派與激進派，溫和派支持托尼森，而激進派則支持亞安·梯孟特，最後投票決議通過向沙俄要求實施政治自治、限制波羅的海德國人以及終止俄羅斯化。
1905年12月，社會主義社團領導人物康斯坦丁·佩茨，在戒嚴中的塔林召集一次農民代表大會，引發工人在郊區搶劫或焚燒莊園房屋，共有160處莊園被洗劫一空，沙俄軍隊奉命前往鎮壓，328名愛沙尼亞人被當場槍斃或被捕後絞死。帕茨與梯孟特分別逃往國外，兩人後來都因被控反叛罪而判處死刑。在第一屆和後來的第二屆國家杜馬代表選舉，愛沙尼亞民各選出5名代表派往議會。

## 歷史評價
對於這次革命，當時與後世名人學者的評論，多持正面評價，認為因有這一次革命事件，而讓主張推翻俄羅斯帝國統治的社會主義人士，發現工人革命的可行性，奠定了無產階級革命的方向，更創立了蘇維埃組織，培養了許多的革命家，總體來說這是1917年俄國革命能夠成功的關鍵事件。
眾多評論中，最著名的是列寧，他稱這一次革命為「總演習」，留下名言：
沒有1905年的‘總演習’，就不可能有1917年10月革命的勝利。
當時清末文人梁啟超，曾於血腥星期日發生後不久，發表《自由乎？死乎？》評論專文，文中引述「路透電」、「柏林電報」、「倫敦電」以及「連日各地電報」，詳實說明事件發生與各地反應，文中評論：
改革事業，如轉巨石於于危墜，非達其最终之目的地不止。
又綜合引述各地電報，說明了當時歐洲各國的輿論情形：
全歐各國，殆無不以此事為一大事，諸報館皆表同情於俄民，無一袒俄廷者。內中與俄同盟之法國激昂特甚。其報紙大率謂市民不持武器，為平和之要求，俄廷以強暴手段待之，實無理之甚云云。又某新聞紙謂俄太后俄皇為坡鱉那士德夫之傀儡，日被玩弄於股掌上，至今迷夢不醒，實屬可憐。
比利時素表同情於俄，今次亦大加非難。其新聞紙多以俄皇此次之出奔，與一七九一年法王路易第十六之出奔相比較。比國人民，憤俄廷舉動既極，本月二十三日晚，至有在俄國公使館門前為示威運動以表敵意者。警官彈壓，僅乃無事。
各國紛紛募義捐，以恤俄國被難之民。
各國中惟德國對於此事，視之稍冷淡。
文中最後稱之為「俄國革命」，且說明當時他與他的同儕，無不關注此一事件的發展。
後來的蘇聯共產黨領袖，當時布爾什維克重要人物列夫·托洛茨基，在流亡國外期間，於1939年所發表的《三種俄國革命觀（1939年）》，文中一開始便說明：
1905年革命，不僅是1917年革命的‘總演習’，而且是一種實驗室，在其中造成了俄國政治生活內所有基本的派別，又反映出俄國馬克思主義內部各種不同的傾向。
文中他稱是次革命為「第一次革命」，並引述了列寧、斯大林、普列漢諾夫等人的言行，以及他的想法，以闡明1905年的革命事件，如何影響社會主義領袖們的革命論述，認為因此產生了「不斷革命」的理論：
俄國民主革命的完全勝利，只有採取依靠農民支援的無產階級專政形式，才是可以思議的。無產階級專政將不可避免地不僅把民主任務提到議事日程上來，而且把社會主義任務提到議事日程上來，同時有力地推動國際社會主義革命。唯有西方無產階級的勝利才能保障俄國免除資產階級復辟危險和完成社會主義建設。

## 參看
- 明石元二郎
- 亚美尼亚革命联盟